# Passerelle des Grangettes
Die Passerelle des Grangettes ist eine Leitungs- und Fussgängerbrücke über die Rhone zwischen Le Bouveret, Gemeinde Port-Valais, Kanton Wallis, und Noville, Kanton Waadt.
Die nur dem Langsamverkehr dienende Brücke überquert die Rhone etwa einen Kilometer vor dessen Mündung in den Genfersee. Sie verbindet die Landschaften des Chablais am Seeufer und bildet ein historisches Element auf dem Weg zwischen Montreux-Villeneuve im Osten und Saint-Gingolph im Westen. Auf der rechten Seite des Flusses liegt das Naturschutzgebiet Les Grangettes.
Der Steg wurde im Jahr 1923 von der Stahlbaufirma Ateliers de constructions mécaniques de Vevey gebaut. Die Wasserversorgung der Städte Vevey und Montreux hatte im Gebiet von Le Bouveret Wasserrechte erworben und plante für die Transportleitung eine oberirdische Rhonequerung. Aufgrund der Baugesuche beschlossen die Baudepartemente der Kantone Waadt und Wallis anstatt einer einfachen Rohrüberführung die Verbindung eines öffentlichen Flussübergangs mit der Wasserleitung. Diese Konstruktion konnte mit geringen Mehrkosten ausgeführt werden.
Die Passerelle, eine Eisengitterkonstruktion mit zwei Jochen im Flussbett, verkürzte den Weg für Fussgänger zwischen den Siedlungen am Genfersee. Sie wurde am 29. August 1923 in einer feierlichen Zeremonie unter Beteiligung zahlreicher Persönlichkeiten aus beiden Kantonen eröffnet und von Pfarrer Géron von Port-Valais geweiht; wie die Gazette de Lausanne berichtet, spielten zum kantonsübergreifenden Anlass die Blaskapellen Echo de la Plaine und Etoile du Léman den Schweizerpsalm.
Über den Steg führen die nationale Veloroute 1 Rhone-Route und die regionale Route 46 Tour du Léman des schweizerischen Fahrradnetzes von SchweizMobil.